# Ludwig Gelan
Johann Ludwig Gelan (* 18. Februar 1788 in Kassel; † 7. August 1864 in Nidda) war ein kurhessischer Offizier und Mitglied der Ersten Kammer der Landstände des Großherzogtums Hessen.

## Leben
Ludwig Gelan war ein Sohn des Kassierers bei der Oberwegekommission Franz Karl Gelan. In der Kurhessischen Armee war er Offizier und kam als Rat in Anhalt-berneburgische Dienste, wo er später Sekretär der Herzogin Marie Friederike von Hessen-Kassel (1768–1839), Tochter des Kurfürsten Wilhelm I., wurde. Ab 1817 war er ihr Rechnungsführer, weil sie an einer Geisteskrankheit litt. Diese Aufgabe erfüllte er bis zu ihrem Tod im Jahre 1839.
Im Königreich Westphalen, Hessen war von 1807 bis 1813 Teil des Königreichs, hatte er die Position eines Leutnants inne. Nach der Abdankung Napoleons im Jahre 1813 kam er in die kurhessische Armee zum Infanterie-Regiment „Kurfürst“
zurück und blieb dort bis 1816.
1848 übernahm er die Position des Kommandanten der Bürgerwehr in Nidda. Im Deutschen Bund entstanden im Gefolge  der Märzrevolution 1848 Bürgerwehren, die zum Schutz bzw. der Verteidigung ihrer jeweiligen Stadt aufgestellt worden waren.
1850 wurde er in die Erste Kammer der Landstände des Großherzogtums Hessen gewählt, Wahlbezirk 7 Hungen und Nidda.

### Familie
Am 13. Mai 1819 schloss er in Stuttgart die Ehe mit Christiane Louise Staib (1795–1846). Aus der Ehe sind vier Töchter und vier Söhne, darunter Johann Carl (1822–1913, k. k. Generalmajor), Ludwig (1825–1892, Hauptmann in amerikanischen Diensten) hervorgegangen.

## Auszeichnungen
- Ehrenbürger der Stadt Nidda
- Ritter der französischen Ehrenlegion